# Ljeljo
Ljeljo je pripjev u slavenskim obrednim pjesama. U Hrvatskoj je prisutan u Podravini, Slavoniji i Srijemu. Prisutan je u pjesmama ljelja, ophodnika za vrijeme Duhova. Osim u Hrvata, pripjev je prisutan i u pjesmama drugih slavenskih naroda gdje se javlja u sličnim varijacijama (lejo, ljelje, ljelji, ljelju, ljulji).

## Navodno božanstvo
Poljska Statuta provincialia iz oko 1420. zabranjuje pljeskanje i pjesme koje se pjevaju tijekom Duhova, a zazivaju bogove čija su imena napisana na latinskom: lado yleli yassa tya. Ta imena su zapravo pripjevi koji su prisutni u pjesmama brojnih slavenskih naroda. Poljski kroničar Jan Długosz (umro 1480.) je u svom djelu Historia Polonica među imenima slavenskih bogova naveo pripjeve. Maciej Miechowski je 1517./1521. koristeći Długoszevo djelo zamislio Lada kao žensko božanstvo i to kao Ledu, majka Kastora i Poluksa iz grčke mitologije. Ostale riječi u tom pripjevu, Ileli (nominativ: Lela) i Poleli (nominativ: Polela) zamislio je kao božanstva koja odgovaraju Kastoru i Poluksu. Długoszeva božanstava nastala na temelju pripjeva smatraju se neautentičnima.